# 澳洲睡電鰩

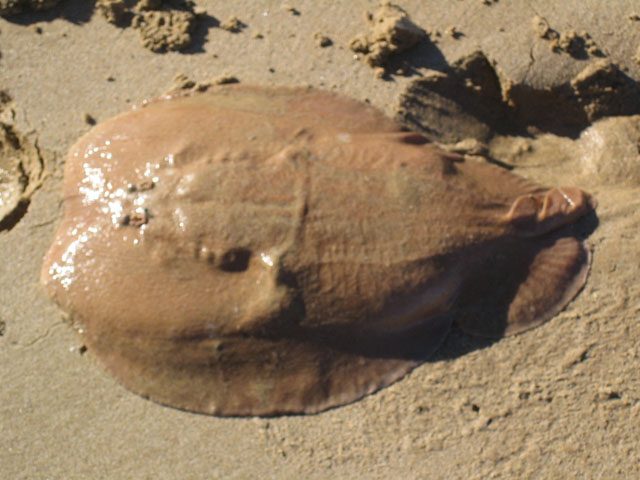
因退潮而擱淺的單鰭澳洲睡電鰩

澳洲睡電鰩科，又稱澳洲睡電鱝科，為軟骨魚綱電鰩目的一科，其下僅有一屬一種，即單鰭澳洲睡電鰩（學名：Hypnos monopterygius），由第一個關於本種的科學描述是由英國動物學家和植物學家喬治·肖(George Shaw) 撰寫的，與弗雷德里克·波利多爾·諾德(Frederick Polydore Nodder) 的擱淺魚插圖一起撰寫，插圖發表在他們1795年的著作《博物學家雜記》中。肖將這個標本稱之為Lophius monopterygius。法國動物學家奧古斯特·杜梅里爾(Auguste Duméril) 根據在新南威爾斯州採集的兩個標本，在1852年出版的《Revue et Magasin de Zoologie》雜誌上獨立描述了一種新的電鰩。他將其命名為Hypnos subnigrum，最後，吉爾伯特·珀西·惠特利兩者所描述的物種相同，因此正確的二項式名稱成為Hypnos monopterygius。分布於澳洲，西部從南澳大利亞的聖文森特灣到西澳大利亞的布魯姆，東部從新南威爾斯的伊登到昆士蘭的赫倫島海域，為特有種，深度0至240公尺，本魚體呈西洋梨形狀，身體鬆弛，頭部兩側可見兩個腎形的大電器官，胸鰭形成一個大大擴大的圓盤，其寬度與長度相同，中心厚，邊緣薄，眼睛很小，可以在短眼梗上抬起。緊靠眼睛後面的是氣孔，氣孔稍大，有些個體的氣孔周圍有小乳頭狀突起，鼻孔位於嘴巴的正前方，並透過一對寬闊的凹槽與嘴巴相連，嘴巴寬大形成一個又長又寬的拱形，成魚的每個下顎都有 60多排小牙齒，每顆牙齒都有三個長牙尖，五對鰓縫很小，位於圓盤下方，腹鰭較大，與前方的胸鰭盤融合，兩個背鰭，位置非常接近尾鰭，尾鰭大小相似，邊緣幾乎對稱，呈圓形，尾巴非常短，背部顏色範圍從深到紅棕色、淺灰色、粉紅色或黃色，具有不規則的深色和淺色斑紋，腹面是白色，體長可達70公分，棲息在沙質或泥濘的底部，包括海灘、河口和海灣，也可以在海草上以及岩石和珊瑚礁及其周圍找到，為底棲性魚類，一種緩慢、不善游泳的魚類，以一種急促、顫動的動作向前移動，夜間活動，大部分時間都埋在沉積物中，只有氣孔露出來，有時會因退潮而擱淺在陸地上，但可以在離開水的情況下存活數小時，利用電力來制服獵物和威懾掠食者，以硬骨魚、頭足類、甲殼類等為食。